# Carlos Aguirre (jinete)
Carlos Aguirre (4 de junio de 1952) es un jinete mexicano que compitió en la modalidad de salto ecuestre. Ganó dos medallas en los Juegos Panamericanos, plata en 1975 y bronce en 1979.

## Palmarés internacional
| Juegos Panamericanos | Juegos Panamericanos      | Juegos Panamericanos | Juegos Panamericanos |
| Año                  | Lugar                     | Medalla              | Categoría            |
| -------------------- | ------------------------- | -------------------- | -------------------- |
| 1975                 | Ciudad de México (México) | Medalla de plata     | Por equipos          |
| 1979                 | San Juan (Puerto Rico)    | Medalla de bronce    | Por equipos          |